# みやま市立山川中学校
みやま市立山川中学校（みやましりつ やまかわちゅうがっこう）は、福岡県みやま市山川町尾野に位置する公立の中学校。通称は山中（やまちゅう）。

## 概要
歴史
1947年（昭和22年）の学制改革により、新制中学校として発足。2022年（令和4年）に創立75周年を迎えた。
校訓
「自律・友愛・勤労」
学校教育目標
「ふるさとを愛し、夢の実現に向かって学び合う、心豊かで、たくましい生徒の育成」
校章
桜の花弁を背景にして、校名の「山」と「川」を円状に図案化したもの「中」の文字を囲んでいる。
校歌
作詞は平田邦彦、作曲は木下行夫による。歌詞は3番まであり、各番に校名の「山川中学」が登場する。
通学区域
- みやま市立桜舞館小学校

## 沿革
- 1947年（昭和22年）4月1日 - 学制改革（六・三制の実施）により、山川村内の国民学校高等科および青年学校普通科が統合の上、新制中学校「山川村立山川中学校」に改組・改称。山川村立山川北部小学校[2]に併設。
- 1948年（昭和23年）- 木造2階建て6教室が完成。
- 1951年（昭和26年）- 木造平屋建の校舎を新築。
- 1959年（昭和34年）- 竹飯・海津地区が三池郡高田町に合併され、当該地区の生徒が高田町立高田中学校に転出。
- 1962年（昭和37年）- 体育館が完成。
- 1969年（昭和44年）4月1日 - 町制施行により、「山川町立山川中学校」に改称。特殊学級を設置。
  - 鉄筋コンクリート造3階建て新校舎（西側）が完成。
  - 鉄筋コンクリート造3階建て新校舎（東側）が完成。
- 1970年（昭和45年）- 技術室が完成。山川町立山川給食センターが開設される。
- 1971年（昭和46年）- プールが完成。
- 1981年（昭和56年）- 門柱を新設。
- 1984年（昭和59年）- 校舎大規模補修が完了。
- 1985年（昭和60年）- 体育館の大規模補修が完了。
- 1989年（平成元年）- 第二グラウンドが完成。
- 1992年（平成4年）- パソコン室が完成。
- 2007年（平成19年）1月29日 - 3町合併により、みやま市が発足したため、「みやま市立山川中学校」（現校名）に改称。
- 2010年（平成22年）- 体育館・新校舎が完成。
- 2011年（平成23年）- 旧校舎を解体の上、武道場・プール・運動広場等が完成。

## 交通アクセス
最寄りの鉄道駅
- JR九州 鹿児島本線 「南瀬高駅」

最寄りのバス停留所
- みやま市コミュニティバス 「市役所山川支所」停留所

最寄りの幹線道路
- 国道443号 「山川中学校前」交差点

## 周辺
- みやま市役所山川支所
- みやま市山川体育館
- みやま市山川市民センター図書館
- みやま市立桜舞館小学校（旧・みやま市立飯江小学校）

## 参考資料
- 「瀬高町誌」（1974年（昭和49年）6月10日発行, 瀬高町）
- 「みやま市史 通史編 下巻」（2020年（令和2年）3月発行, みやま市）- p.680～p.681
- 「みやま市立小中学校再編計画」 (PDF)  - みやま市ウェブサイト